# Sainte-Marie (Doubs)
Sainte-Marie è un comune francese di 735 abitanti situato nel dipartimento del Doubs nella regione della Borgogna-Franca Contea.

## Società

### Evoluzione demografica
Abitanti censiti